# Прапор Терла
Прапор Терла — офіційний символ села Терло, Самбірського району Львівської області, затверджений 21 грудня 2000 року рішенням сесії сільської ради.
Автор — А. Гречило.

## Опис
Квадратне полотнище, розділене по діагоналях на 4 рівні поля; на верхньому синьому — жовта стріла, обабіч якої такі ж 6-променеві зірки, а під ними — півмісяць ріжками догори; на нижньому синьому — білий борсук; поля від древка та з вільного краю — білі.

## Зміст
Село здавна ділилося на дві частини — Терло Шляхетське і Рустикальне. На давню шляхетську осаду вказує золотий герб Сас (стріла, обабіч якої такі ж 6-променеві зірки, а внизу — півмісяць ріжками догори). Зображення борсука вказує, що поселення розташоване над потоком Борсуки. Ці елементи підкреслюють історичні та географічні особливості Терла.